# Vikarvågen
Vikarvågen är en sjö i Ljusdals kommun i Hälsingland och ingår i Ljusnans huvudavrinningsområde. Sjön har en area på 0,192 kvadratkilometer och ligger 113 meter över havet. Vikarvågen ligger i Järvsöholmarna Natura 2000-område.

## Delavrinningsområde
Vikarvågen ingår i det delavrinningsområde (684116-152064) som SMHI kallar för Utloppet av Vikarvågen. Medelhöjden är 158 meter över havet och ytan är 2,73 kvadratkilometer. Det finns inga avrinningsområden uppströms utan avrinningsområdet är högsta punkten. Vattendraget som avvattnar avrinningsområdet har biflödesordning 2, vilket innebär att vattnet flödar genom totalt 2 vattendrag innan det når havet efter 95 kilometer. Avrinningsområdet består mestadels av skog (46 procent), öppen mark (14 procent) och jordbruk (29 procent). Avrinningsområdet har 0,19 kvadratkilometer vattenytor vilket ger det en sjöprocent på 6,8 procent.